# Рамадани, Решат
Реша́т Рамада́ни (макед. Решат Рамадани; род. 30 июня 2003, Тетово, Тетово) — северомакедонский футболист, полузащитник киевского «Динамо», выступающий на правах аренды за клуб «Шкендия».

## Карьера

### «Шкендия»
Воспитанник футбольной академии северомакедонского клуба «Шкендия». В сентябре 2021 года футболист стал подтягиваться к играм с основной командой клуба. Дебютировал за клуб 19 сентября 2021 года против клуба «Скопье», выйдя на замену на 88 минуте. Затем на протяжении всего сезона оставался преимущественно игроком скамейки запасных. Свой дебютный гол за клуб забил в матче заключительного тура 15 мая 2022 года против клуба «Струга». В дебютном сезоне провёл за клуб 7 матчей.
Новый сезон начал с квалификационных матчей Лиги конференций УЕФА. Дебютировал на еврокубковом турнире 7 июля 2022 года против армянского клуба «Арарат». В следующем квалификационном раунде футболист вместе с клубом прошёл латвийскую «Валмиеру», однако затем в третьем квалификационном раунде в серии пенальти уступил шведскому клубу АИК. Первый матч в чемпионате сыграл 17 августа 2022 года против клуба «Скопье». Первым результативным действием отличился 4 декабря 2022 года в матче против клуба «Македония Джёрче Петров», отдав голевую передачу. Футболист смог закрепиться в основной команде клуба, став одним из ключевых игроков.

### «Динамо» Киев

#### Первые сезоны
В марте 2023 года футболист перешёл в киевское «Динамо», заключив с клубом контракт до конца июня 2026 года. Сумма трансфера составила порядка 250 тысяч евро. Дебютировал за клуб 20 мая 2023 года в матче против «Александрии», выйдя на замену на 82 минуте. По итогу своего дебютного сезона за киевский клуб футболист вышел на поле лишь раз, оставаясь на скамейке запасных. Сам же чемпионат вместе с клубом закончил на четвёртом итоговом месте. В августе 2023 года футболист вместе с киевским клубом отправился на квалификационные матчи Лиги конференций УЕФА против турецкого «Бешикташа», однако остался на скамейке запасных. Новый сезон футболист начал с матча 18 сентября 2023 года против полтавской «Ворсклы», выйдя на замену на 86 минуте. Однако также по ходу сезона футболист не смог закрепиться в основной команде киевского клуба.

#### Аренда в «Шкендию»
В феврале 2024 года футболист на правах арендного соглашения присоединился к северомакедонскому клубу «Шкендия» до конца сезона. Первый матч за клуб футболист сыграл 18 февраля 2024 года против клуба «Македония Джёрче Петров», выйдя на замену на 71 минуте. Первым результативный действием за клуб футболист отличился 25 февраля 2024 года в матче против клуба «Гостивар», отдав голевую передачу.

## Международная карьера
В апреле 2021 года футболист получил вызов в юношескую сборную Северной Македонии до 19 лет. Дебютировал за сборную в товарищеском матче 13 апреля 2021 года в товарищеском матче против Черногории. В ноябре 2021 года вместе со сборной отправился на квалификационные матчи юношеского чемпионата Европы до 19 лет. В декабре 2021 года дебютировал за молодёжную сборную Северной Македонии до 20 лет в товарищеских матчах против Косово. 
В сентябре 2022 года получил вызов в молодёжную сборную Северной Македонии. Дебютировал за сборную 23 сентября 2022 года в матче против Албании. В сентябре 2023 года футболист вместе с клубом отправился на квалификационные матчи молодёжного чемпионата Европы.

## Достижения
«Динамо» (Киев)
- Серебряный призёр чемпионата Украины: 2023/24